# Publi Corneli Lèntul (pretor 214 aC)
Publi Corneli Lèntul (en llatí: Publius Cornelius Lentulus) fou un polític i militar romà del segle ii aC. Formava part de la gens Cornèlia, i era de la família dels Lèntuls, d'origen patrici.
Va ser pretor a Sicília l'any 214 aC, i va actuar a la seva província durant els dos anys següents com a propretor.